# N. Kunjarani Devi

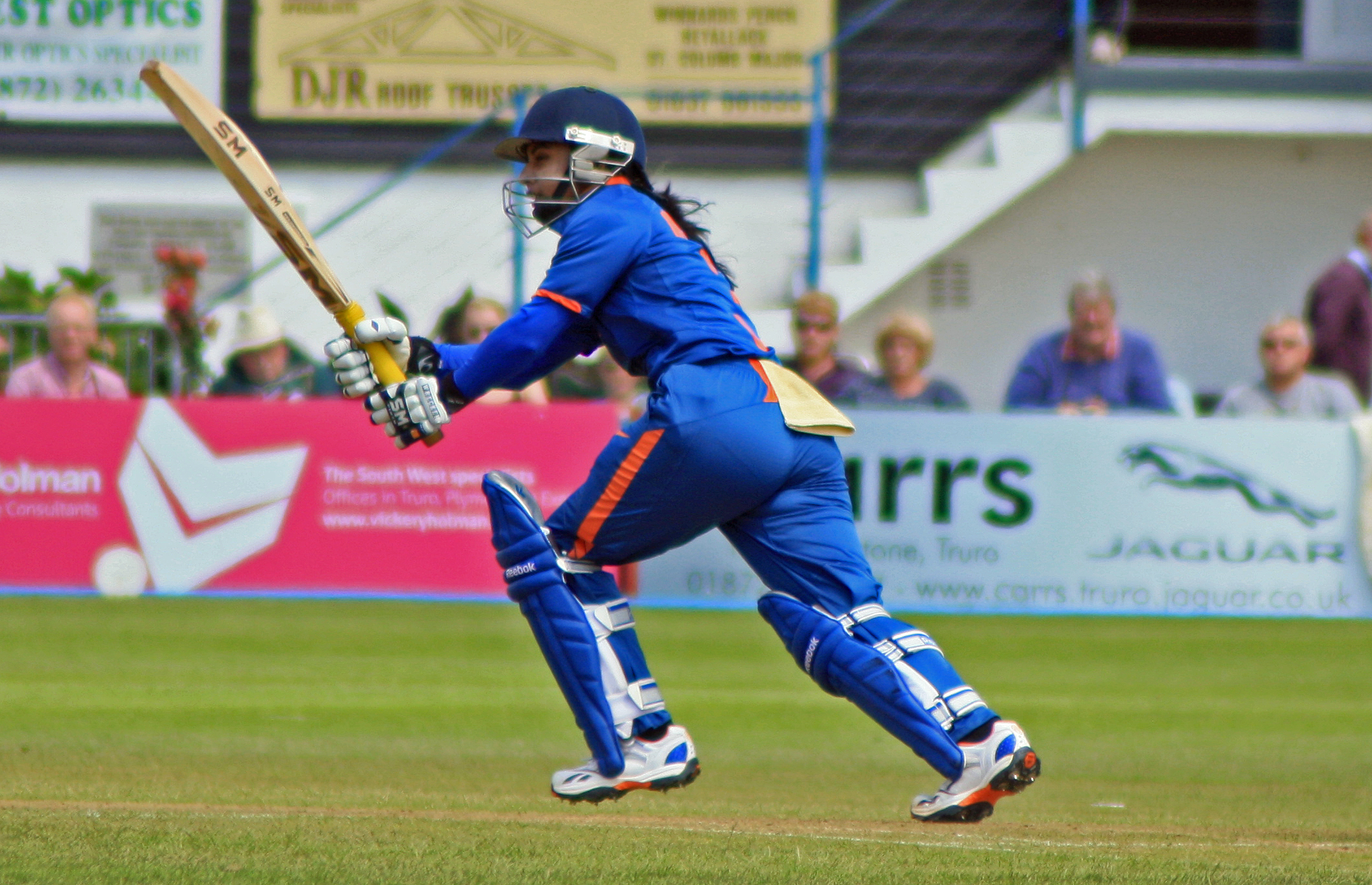
N. Kunjarani Devi, 2012

Nameirakpam Kunjarani Devi (* 1. März 1968 in Imphal, Manipur) ist eine indische Gewichtheberin.

## Werdegang
Kunjarani stammt aus dem ostindischen Manipur, wo sie auch aufwuchs und in der Schule den indischen Nationalsport Landhockey spielte. Da sie sehr klein und zierlich war, begann sie 1985 mit Gewichtheben als Ausgleichssport. Da sie daran großen Gefallen fand, machte sie das Gewichtheben zu ihrer Hauptsportart und hatte bereits 1989 ein Leistungsstadium erreicht, das die Teilnahme an internationalen Meisterschaften ermöglichte. Seit 1989 startet sie deshalb mit großen Erfolgen an den Weltmeisterschaften und Asienmeisterschaften. Bei Weltmeisterschaften gewann sie bisher 18 Medaillen. Einen WM-Sieg schaffte sie aber noch nicht. In den späten 1990er Jahren und im Jahr 2000 wurde die indische Frauen-Nationalmannschaft von dem ehemaligen sowjetischen Weltklasse-Gewichtheber Leonid Taranenko trainiert. 
Ab diesem Zeitpunkt werden immer wieder indische Athletinnen des Dopings überführt. So auch Kunjarani im Jahre 2001, die eine sechsmonatige Sperre bekam.
N. Kunjarani Devi ist Stellv. Kommandeur einer Einheit der Central Reserve Police Force (CRPF).

## Auszeichnungen
Sie wurde 1990 mit dem Arjuna Award und 1996 mit dem Rajiv Gandhi Khel Ratna sowie dem K.K. Birla Sports Award geehrt.

## Internationale Erfolge/Zweikampf
(WM = Weltmeisterschaft, KG = Körpergewicht)
- 1989, 2. Platz, WM in Manchester, bis 44 kg KG, mit 132,5 kg, hinter Xing Fen, China, 165 kg und vor Bastiyah Said, Indonesien, 130 kg;
- 1991, 2. Platz, WM in Donaueschingen, bis 44 kg KG, mit 142,5 kg, hinter Xing Fen, China, 162,5 kg und vor Sibby Flowers, USA, 140 kg;
- 1992, 2. Platz, WM in Warna, bis 48 kg KG, mit 142,5 kg, hinter Guan Hong, China, 175 kg und vor Sibby Flowers, 140,0 kg;
- 1993, 6. Platz, WM in Melbourne, bis 50 kg KG, mit 160 kg, Siegerin: Liu Xiuhua, China, 187,5 kg vor Guan Hong, 177,5 kg;
- 1994, 2. Platz, WM in Istanbul, bis 46 kg KG, mit 167,5 kg, hinter Yun Yanhung, China, 180 kg und vor Tsai Huey-Woan, Taiwan, 155 kg;
- 1995, 2. Platz, WM in Guangzhou, bis 46 kg KG, mit 175 kg;
- 1996, 2. Platz, WM in Warschau, bis 46 kg KG, mit 157,5 kg, hinter Huan Hong, 172,5 kg und vor Tsai Huey-Woan, 157,5 kg;
- 1997, 2. Platz, WM in Chiangmai, bis 46 kg KG, mit 170 kg, hinter Ling Liu, China, 175 kg und vor Sri Indriyani, Indonesien, 170 kg;
- 1998, 7. Platz, Asienspiele in Bangkok, bis 48 kg KG, mit 165 kg, Siegerin: Liu Xiuhua, China, 187,5 kg vor Kay Thi Win, Myanmar, 182,5 kg;
- 1999, 5. Platz, WM in Athen, bis 48 kg KG, mit 180 kg, Siegerin: Donka Minchewa, Bulgarien, 192,5 kg vor Sri Indriyani, 185 kg;
- 2000, 2. Platz, Asien-Meisterschaft in Ōsaka, bis 48 kg KG, mit 182,5 kg, hinter Niyanagi Kaori, Japan, 185 kg und vor Udomporn Polsak, Thailand, 165 kg;
- 2002, 1. Platz, Commonwealth Games, bis 48 kg KG, mit 167,5 kg, vor Karine Turcotte, Kanada, 157,5 kg und Ebonette Deigaeruk, NRU, 145 kg;
- 2002, 6. Platz, Asienspiele in Busan, bis 48 kg KG, mit 182,5 kg, hinter Li Zhuo, China, 200 kg und Kay Thi Win, 200 kg;
- 2003, 5. Platz, WM in Vancouver, bis 48 kg KG, mit 182,5 kg;
- 2004, 4. Platz, OS in Athen, bis 48 kg KG, mit 190 kg, Siegerin: Nurcan Taylan, Türkei, 210 kg, vor Li Zhuo, 205 kg;
- 2005, 7. Platz, WM in Doha, bis 48 kg KG, mit 178 kg
- 2006, 1. Platz, Commonwealth Games, bis 48 kg KG, mit 166 kg, vor Marilou Dozais-Prévost, Kanada, 165 kg und Erika Yamasaki, Australien, 153 kg;

## Medaillen in Einzeldisziplinen
- WM-Silbermedaillen: 1989, Reißen, 57,5 kg - 1989, Stoßen, 75 kg - 1991, Reißen, 62,5 kg - 1991, Stoßen, 80 kg - 1992, Reißen, 65 kg - 1992, Stoßen, 77,5 kg - 1994, Reißen, 72,5 kg - 1994, Stoßen, 95 kg - 1995, Reißen, 75 kg - 1995, Stoßen, 100 kg - 1996, Stoßen, 90 kg - 1997, Stoßen, 97,5 kg - 1999, Stoßen, 105 kg -
- WM-Bronzemedaille: 1996, Reißen, 67,5 kg -